# Bramante (cráter)
Bramante es un cráter de impacto de 156 km de diámetro del planeta Mercurio. Debe su nombre al arquitecto italiano Donato Bramante (1444-1514), y su nombre fue aprobado por la  Unión Astronómica Internacional en 1976